# Chaetocnema sahlbergii
Chaetocnema sahlbergii är en skalbaggsart som först beskrevs av Leonard Gyllenhaal 1827.  Chaetocnema sahlbergii ingår i släktet Chaetocnema, och familjen bladbaggar. Arten är reproducerande i Sverige.